# Här kommer kärleken
"Här kommer kärleken" är en svensk poplåt från 2000, skriven av Micke Littwold (text) och Håkan Almqvist (musik). Den spelades in av Idolerna och utgör tredje spår på gruppens debutalbum Idolerna. Den släpptes också som första singel från nämnda album samma år. En liveversion finns med på Idolernas album Greatest Hits, Live & More (2001). Lalla Hansson medtog år 2006 låten på samlingsalbumet Fabulous Forty.
Låten tillbringade 29 veckor på Svensktoppen 2000–2001, varav 14 veckor på första plats. Den nådde även Svenska singellistan, där den tillbringade sju veckor, som bäst på plats 39.

## Låtlista
1. "Här kommer kärleken"
2. "Här kommer kärleken" (instrumental)

## Listplaceringar
| Lista (2000) | Topplacering |
| ------------ | ------------ |
| Sverige      | 39           |